# Бор-Нур (озеро)
Бор-Нур (калм. Бор Нур — серое озеро) — бессточное пересыхающее солёное озеро в Юстинском районе Калмыкии.

## Описание
Озеро Бор-Нур расположено на землях Прикаспийской низменности, в 5 километрах к востоку от села Татал. Лежит ниже уровня моря, высота уреза воды в период наполнения составляет −8 м. Имеет форму практически правильного сплющенного овала, вытянутого с запада на восток. Площадь озера составляет 0,24 км². Впадающих водотоков нет.
Окружено небольшим пространством песков. У побережья озера располагается несколько кошар с колодцами и бассейнами.

## Данные государственного водного реестра
По данным государственного водного реестра России
- Код водного объекта — 07040000111108200000867
- Бассейновый округ — Западно-Каспийский бассейновый округ
- Речной бассейн — Реки бассейна Каспийского моря на юг от бас Терека до гр РФ
- Водохозяйственный участок — Бессточные территории междуречья Терека, Дона и Волги